# Isaac Katz
Isaac Mario Katz Burstin (Ciudad de México, 1954) es un economista, académico, investigador y editorialista mexicano de origen judío. Es profesor de economía y catedrático en el Instituto Tecnológico Autónomo de México (ITAM). Sus principales áreas de investigación son la macroeconomía, política monetaria y financiera, desarrollo económico y economía de la educación. Así mismo se desempeña como editorialista en el periódico El Economista.

## Biografía
Nació en la Ciudad de México dentro del seno de una familia de inmigrantes judíos de origen polaco; su padre llegó a México en 1929 y era dueño de una bonetería en el centro histórico, en la que trabajaba junto a su madre. Recibió su educación media y media superior en el Colegio Israelita de México. Posteriormente ingresó a la Universidad Nacional Autónoma de México (UNAM) para estudiar administración de empresas; en 1972 y tras un año de huelga, desertó y se cambió de institución educativa. Se recibió como licenciado en economía por el ITAM en 1977, más tarde obtuvo una maestría y un estudios de doctorado en economía, ambos por la Universidad de Chicago.
Ingresó al sector público en 1980 desempeñando cargos como jefe del departamento de política financiera y monetaria dentro de la Secretaría de Hacienda y Crédito Público, así como subdirector de política financiera y asesor del director general, ambos dentro de la extinta Secretaría de Programación y Presupuesto.
Durante más de 35 años ha obtenido diversos cargos y funciones dentro del Instituto Tecnológico Autónomo de México (ITAM), entre las que se destaca, profesor numerario de economía desde 1983, investigador en el Centro de Análisis e Investigación Económica (1985-1988), jefe del departamento académico de economía (1991-1997) y director interino de la maestría de economía (1993-1994). En 1998 fue elegido titular de la Cátedra de Investigación “Nissan”.
A la par de su labor académico, se ha desempeñado como asesor, asesor de proyectos, consejero independiente y editorialista en el periódico El Economista desde 1995.

### Premios y reconocimientos
En 2001 obtuvo la mención al mérito profesional otorgada por la asociación de exalumnos del ITAM. Fue condecorado con la Orden Nacional del Mérito en grado de Caballero por el Gobierno de la República Francesa en 2003. En 2005 obtuvo la Medalla al Mérito Profesional otorgada por la asociación de exalumnos del ITAM.

## Obra seleccionada

### Libros
- Katz Burstin, Isaac; Beristáin Iturbide, Fernando (1989). Reestructuración de la deuda externa del sector privado : comportamiento histórico y casos prácticos. México: IMEF.
- Katz, Isaac (1990). El Sistema financiero mexicano : motor de desarrollo económico. México: Centro de Investigación para el Desarrollo, A.C. (CIDAC). ISBN 968-13-2006-9.
- Katz, Isaac M. (1991). Tipo de cambio, comercio exterior y crecimiento económico. México: IMEF.
- Katz, Isaac (1998). La apertura comercial y su impacto regional sobre la economía mexicana (1. edición). México: ITAM, Programa para el Análisis de las Relaciones entre México, los EUA y Canadá : M.A. Porrúa Grupo Editorial. ISBN 9688428639.
- Katz, Isaac (1999). La sabiduría mexicana a través de sus dichos y refranes: aplicaciones de teoría económica. El Economista.
- Katz, Isaac M. (1999). La constitución y el desarrollo económico de México. México: Cal y arena. ISBN 968-493-320-7.
- Katz, Isaac (2009). ¿Qué tan liberal es usted? ¿es tan liberal como cree? (1. edición). México, D.F: Ed. Coyoacán [u.a.] ISBN 9706333681.